# André Bertouille
André Bertouille (ur. 29 stycznia 1932 w Ronse) – belgijski i waloński polityk oraz samorządowiec, parlamentarzysta krajowy, w latach 1983–1985 minister edukacji.

## Życiorys
Uzyskał dyplom z zakresu administracji. Od 1951 do 1974 był zatrudniony jako sekretarz gminy Comines. Przez około 20 lat pracował także jako nauczyciel.
Działacz Partii na rzecz Wolności i Postępu, a po podziale tej formacji członek Partii Reformatorsko-Liberalnej. W 1971 wszedł w skład rady miejskiej w Tournai, w której zasiadał przez 35 lat. Był członkiem władz wykonawczych tej miejscowości. Od 1974 do 1977 zasiadał w Senacie. Między 1979 a 1995 sprawował mandat posła do Izby Reprezentantów, od 1980 wchodził także w skład rady Regionu Walońskiego.
W 1980 był sekretarzem stanu i zastępcą ministra do spraw Regionu Walońskiego. W latach 1981–1983 wchodził w skład rządu regionalnego. Od czerwca 1983 do października 1985 sprawował urząd ministra edukacji w piątym gabinecie Wilfrieda Martensa. W latach 1985–1988 pełnił funkcję ministra w rządzie wspólnoty francuskiej, odpowiadając za zdrowie, edukację i sprawy klasy średniej. Po przekształceniach partyjnych w 2002 został członkiem Ruchu Reformatorskiego, powołano go na przewodniczącego komisji pojednawczo-arbitrażowej ugrupowania.